# Islas Jumeirah
Las islas Jumeirah (Árabe: جزر الجميرا) es un archipiélago y complejo de viviendas de cinco estrellas con un área de 2,74 km² en Dubái, Emiratos Árabes Unidos, desarrollado por Nakheel Properties, uno de los desarrolladores más grandes de Dubái. Jumeirah consta de muchas islas pequeñas (llamadas clusters), cada una compuesta por 16 villas. Todas ellos fueron construidas en un lago artificial. El lago es tan grande que todo el complejo tiene una divisoria de agua de 23:77.
El complejo incluye 50 islas (46 de los cuales son clusters), un restaurante, un supermercado, un gimnasio y un centro de ocio. Cada una de las 736 casas tiene su propia piscina y cuarto de servicio, varían en tamaño desde 5,101 a 7.200 pies cuadrados (670 m²). El proyecto fue completado en el cierre del 2006. Entre las propiedades cercanas al complejo se encuentran las Jumeirah Lake Towers y Palma Jumeirah, los cuales también están siendo construidas por Nakheel. 

## Galería de imágenes

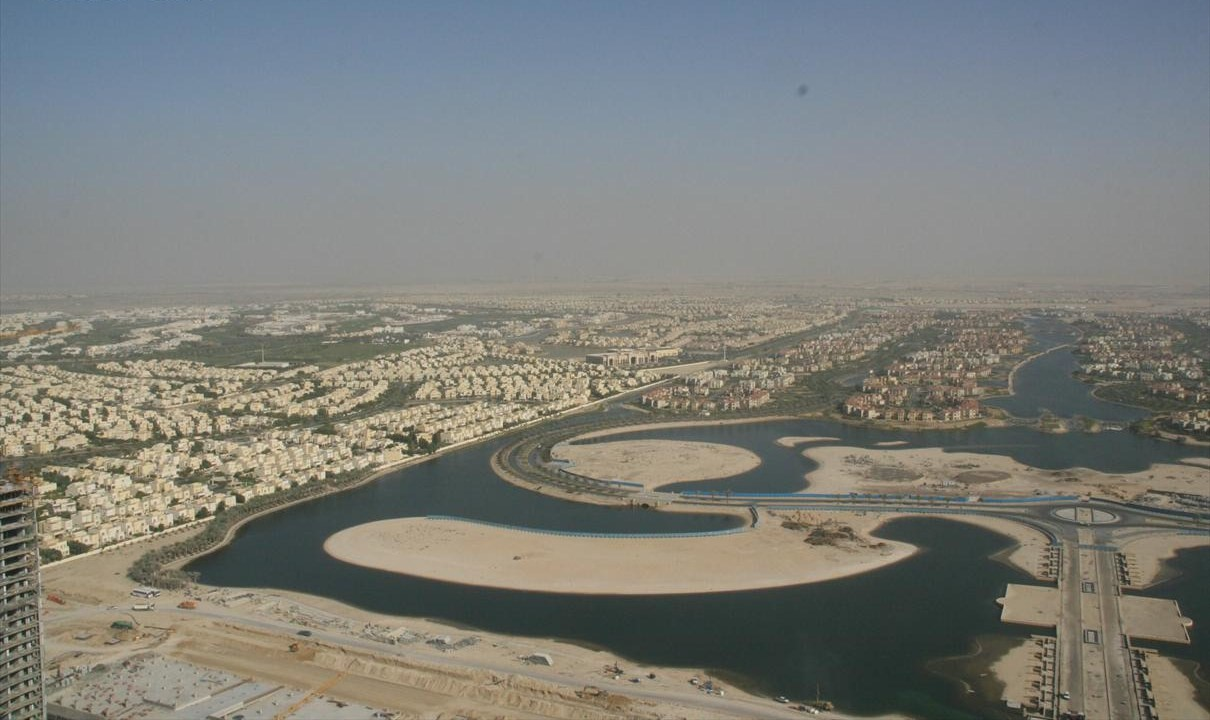
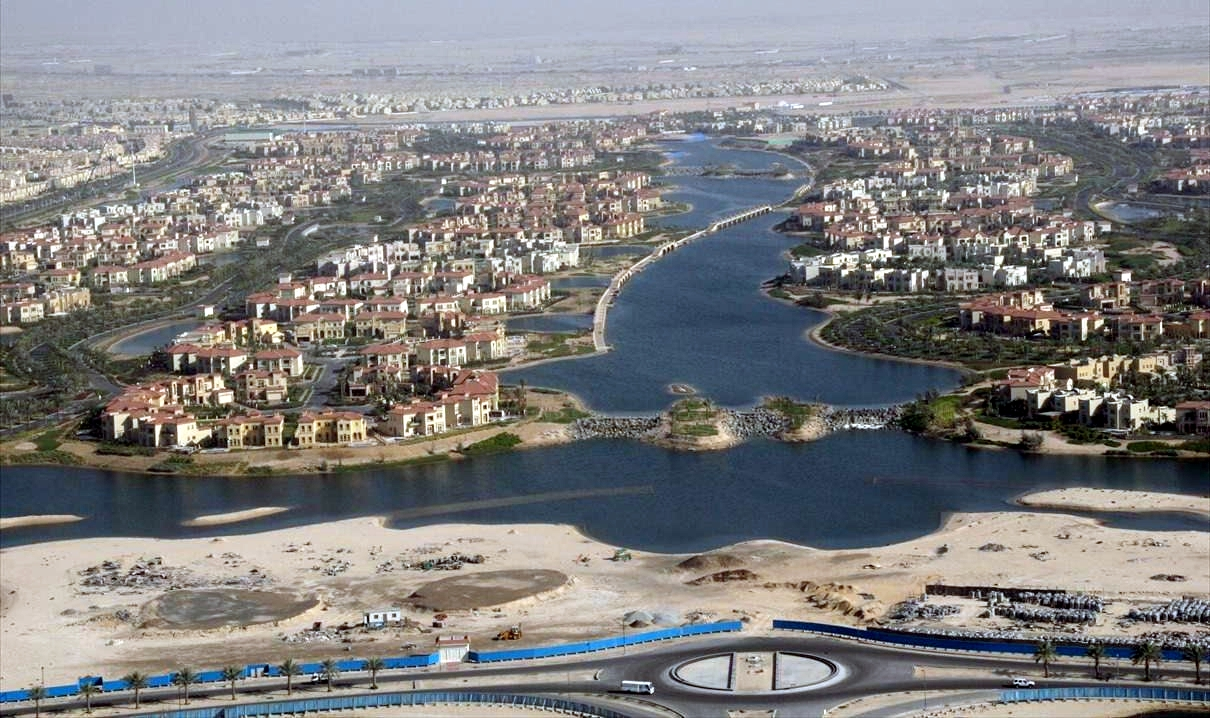
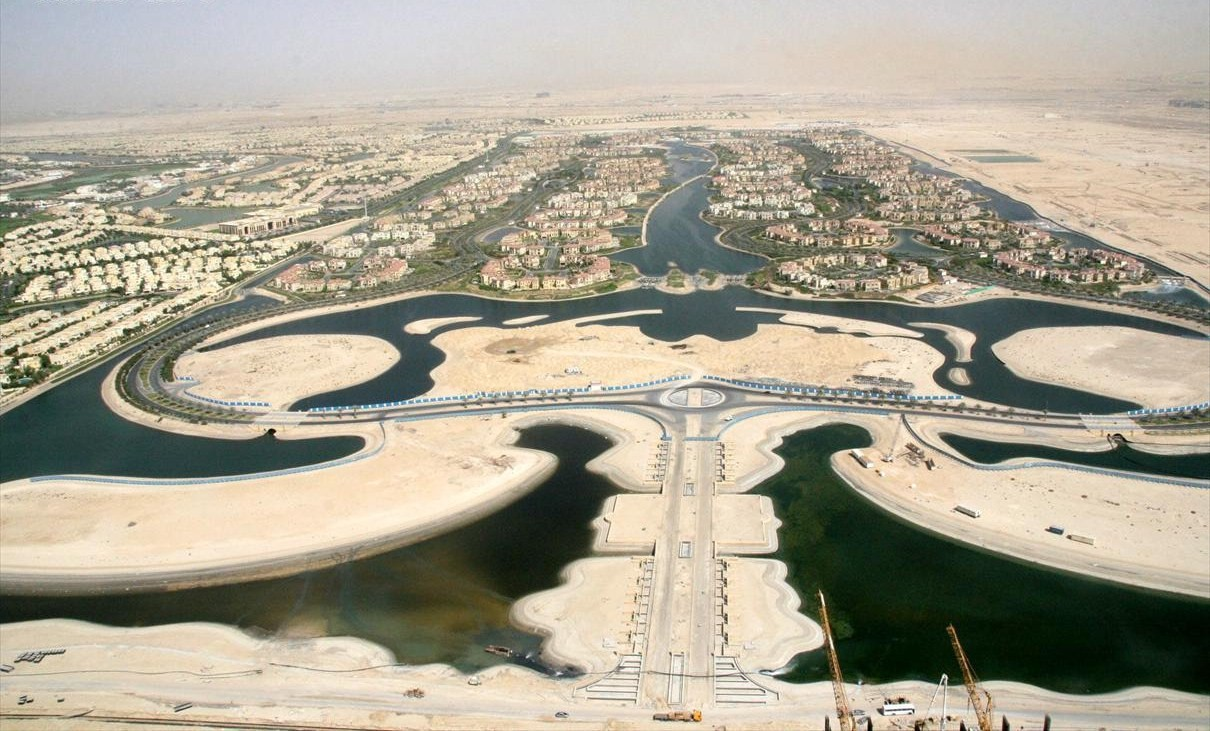
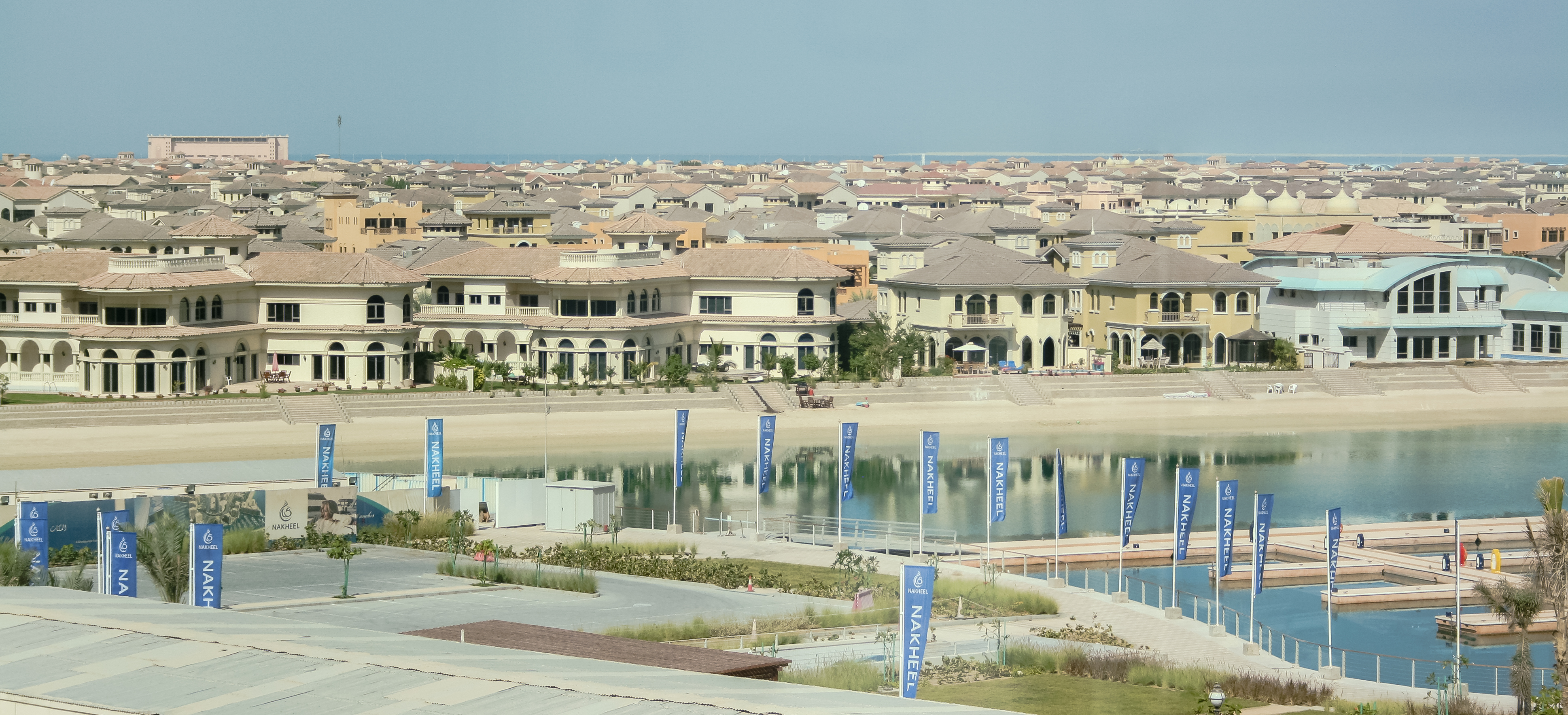
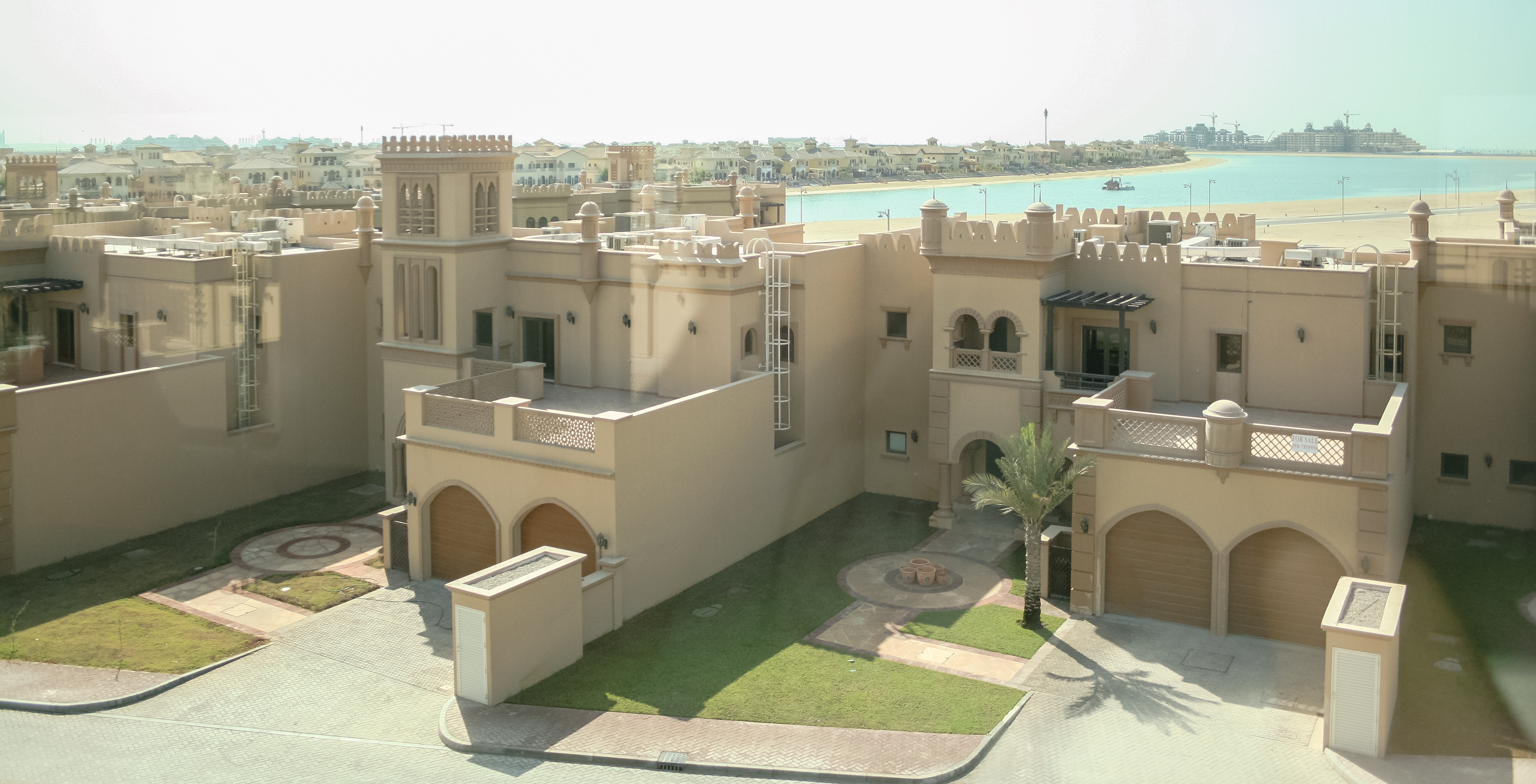